# Amyema fitzgeraldii
Amyema fitzgeraldii là một loài thực vật có hoa bán ký sinh trong họ Loranthaceae. Loài này được (Blakely) Danser mô tả khoa học đầu tiên năm 1929.
Đây là đặc hữu của Úc, và được tìm thấy ở Lãnh thổ phía Bắc, Nam Úc và Tây Úc. Lá phẳng. Cụm hoa là một nhóm gồm 3-5 hoa màu xanh lá cây và đỏ. Hoa nở từ tháng 4 đến tháng 10. A. fitzgeraldii chỉ sống tầm gửi trên các loài Acacias.